# آن فلود
آن فلود (به انگلیسی: Ann Flood) (زادهٔ ۱۲ نوامبر ۱۹۳۴) بازیگر آمریکایی است.
از فیلم‌های معروف او می‌توان به بازی در فیلم میستیک پیزا اشاره کرد.